# Bucșinescu
Bucșinescu este numele a două străzi, din Iași, „Stradela Bucșinescu” și  „Trecătoarea Bucșinescu”, situate în cartierul Tudor Vladimirescu, amplasate pe locul unei vechi ulițe cu același nume. În vecinătate se găsesc biserica Zlataust, casa memorială Otilia Cazimir, Universitatea „Petre Andrei” și biserica Nicorița din Tătărași. Numele provine de la Iordache Bucșinescu, spătar moldovean cu înclinații spre poezie. Casa acestuia s-a aflat pe actuala stradă Otilia Cazimir.